# 岡田悟
岡田 悟（おかだ さとる、1984年1月21日 - ）は、日本の政治家。立憲民主党所属の衆議院議員（1期）。

## 来歴
大阪府寝屋川市生まれ、1987年に堺市に転居。堺市立向丘小学校、堺市立上野芝中学校、大阪府立三国丘高等学校を経て関西学院大学社会学部を卒業。毎日新聞社記者を経て、2013年よりダイヤモンド社で記者として勤務する。
2023年12月5日、立憲民主党が次期衆院選兵庫7区に岡田を擁立すると発表。
2024年10月27日執行の第50回衆議院議員総選挙では、選挙区で自由民主党前職の山田賢司、日本維新の会前職の三木圭恵に次ぐ3位となったが、比例区で復活当選を果たした。

## 選挙歴
| 当落 | 選挙                   | 執行日         | 年齢 | 選挙区      | 政党       | 得票数    | 得票率 | 定数 | 得票順位 /候補者数 | 政党内比例順位 /政党当選者数 |
| ---- | ---------------------- | -------------- | ---- | ----------- | ---------- | --------- | ------ | ---- | ------------------ | ---------------------------- |
| 比当 | 第50回衆議院議員総選挙 | 2024年10月27日 | 40   | 兵庫県第7区 | 立憲民主党 | 6万1007票 | 24.72% | 1    | 3/5                | 3/4                          |